# الدوري اللبناني الممتاز 2006–07
الدوري اللبناني الممتاز 2006–07 هو الموسم السابع والأربعون لدوري كرة القدم الممتاز في لبنان، وهو أعلى دوري احترافي لبناني لأندية كرة القدم منذ تأسيسه في عام 1933، بدأ الموسم في السبت 15 ديسمبر 2006 وانتهى في الخميس 26 يونيو 2008، حيث تنافس في الدوري اثني عشر فريقًا، وفاز به حامل اللقب نادي الأنصار، بنتيجة 1:2 في المباراة النهائية أمام نادي التضامن صور في 26 يونيو 2008، وقد خاض فريق نادي الأنصار 22 مباراة، فاز بـ 15 مباراة منها، وتعادل في 4 مباريات، وخسر 3 مباريات، وكانت مجموع نقاطه 49 نقطة، وفاز محمد غدار بجائزة «أفضل هداف» بعد أن أحرز 15 هدفاً.
كان نادي الأنصار المدافع عن اللقب، وقد انضم فريق شباب الساحل ونادي الحكمة بيروت والنادي الأهلي صيدا الرياضي إلى الدوري بعد ترقيتهما من الدوري اللبناني الدرجة الثانية 2005–06.

## النتائج النهائية
مصدر:
| مركز | فريق                       | مباريات | مباريات | مباريات | مباريات | أهداف | أهداف | أهداف | نقاط | تأهل/هبوط                                                             |
| مركز | فريق                       | لعب     | فاز     | تعادل   | خسر     | له    | عليه  | +/-   | نقاط | تأهل/هبوط                                                             |
| ---- | -------------------------- | ------- | ------- | ------- | ------- | ----- | ----- | ----- | ---- | --------------------------------------------------------------------- |
| 1    | نادي الأنصار               |         | 15      | 4       | 3       | 42    | 24    | 18    | 49   | مرحلة المجموعات في كأس الاتحاد الآسيوي 2008 ودوري أبطال العرب 2006–07 |
| 2    | نادي الصفاء                | 22      | 13      | 6       | 3       | 47    | 16    | 31    | 45   | كأس الاتحاد الآسيوي 2008                                              |
| 3    | نادي المبرة                | 22      | 12      | 3       | 7       | 31    | 17    | 14    | 39   |                                                                       |
| 4    | نادي النجمة                | 22      | 10      | 6       | 6       | 51    | 22    | 29    | 36   |                                                                       |
| 5    | نادي العهد                 | 22      | 9       | 9       | 4       | 43    | 23    | 20    | 36   |                                                                       |
| 6    | نادي الحكمة بيروت          | 22      | 10      | 5       | 7       | 39    | 32    | 7     | 35   |                                                                       |
| 7    | النادي الأهلي صيدا الرياضي | 22      | 5       | 9       | 8       | 25    | 27    | -2    | 24   |                                                                       |
| 8    | شباب الساحل                | 22      | 6       | 6       | 10      | 24    | 37    | -13   | 24   |                                                                       |
| 9    | التضامن صور                | 22      | 5       | 9       | 8       | 20    | 34    | -14   | 24   |                                                                       |
| 10   | نادي طرابلس                | 22      | 5       | 7       | 10      | 27    | 33    | -6    | 22   |                                                                       |
| 11   | الريان الصرفند             | 22      | 5       | 7       | 10      | 21    | 45    | -24   | 22   | هبط إلى الدوري اللبناني - الدرجة الثانية                              |
| 12   | نادي السلام زغرتا الرياضي† | 22      | 0       | 3       | 19      | 8     | 68    | -60   | -3   | هبط إلى الدوري اللبناني - الدرجة الثانية                              |

†حصل نادي السلام زغرتا الرياضي على 6 نقاط لعدم اللعب في الجولة الثانية

## الهبوط والصعود
- هبط إلى الدوري اللبناني - الدرجة الثانية:
  - الريان الصرفند(المركز قبل الأخير)
  - نادي السلام زغرتا الرياضي(المركز الأخير)
- صعد إلى الدوري اللبناني الممتاز:
  - الراسينغ بيروت(فاز بدوري الدرجة الثانية)
  - الرشاد (Won Promotion Play-off)

## الأعلى نقاطا
هذه هي قائمة أفضل الهدافين في موسم 2007/2008،  حيث كان محمد غدار في المرتبة الأولى.
| مرتبة | اسم            | النادي            | الأهداف |
| ----- | -------------- | ----------------- | ------- |
| 1     | محمد غدار      | نادي النجمة       | 15      |
| 2     | طومي جياكوميلي | نادي الحكمة بيروت | 14      |
| 3     | حسين طحان      | نادي الصفاء       | 13      |
| 4     | استيبان غابريل | الميرة            | 13      |

## وصلات خارجية
- صفحة "الدوري اللبناني الممتاز 2006–07" على موقع كووورة.